# Brekiék Hollywoodban
A Brekiék Hollywoodban (eredeti cím: The Muppets Go Hollywood) 1979-ben bemutatott amerikai vegyes technikájú film, amelyben élő és báb szereplők közösen szerepelnek. A játékfilm rendezője Stan Harris, producere Jim Henson. A forgatókönyvet Don Hinkley és Jerry Juhl írta, a zenéjét Peter Matz szerezte. A tévéfilm a Henson Associates gyártásában készült.
Amerikában 1979. május 16-án a CBS-en, Magyarországon 1982. június 26-án az MTV1-en vetítették le a televízióban.

## Szereplők
| Szereplő               | Eredeti hang  | Magyar hang      |
| ---------------------- | ------------- | ---------------- |
| Breki, a béka          | Jim Henson    | Mikó István      |
| Dr. Teeth              | Jim Henson    | Elekes Pál       |
| Rowlf, a kutya         | Jim Henson    | N/A              |
| Svéd séf               | Jim Henson    | N/A              |
| Waldorf                | Jim Henson    | Szoó György      |
| Miss Röfi              | Frank Oz      | Hacser Józsa     |
| Topi maci              | Frank Oz      | Szombathy Gyula  |
| Állat                  | Frank Oz      | Kézdy György     |
| Sam, a sas             | Frank Oz      | Basilides Zoltán |
| Nagy Gonzo             | Dave Goelz    | Verebély Iván    |
| Lótifuti               | Richard Hunt  | Szerednyey Béla  |
| Janice                 | Richard Hunt  | N/A              |
| Statler                | Richard Hunt  | Suka Sándor      |
| Cukipofa               | Richard Hunt  | N/A              |
| Floyd Pepper           | Jerry Nelson  | Helyey László    |
| Szereplő               | Színész       | Magyar hang      |
| Jim Henson             | Jim Henson    | N/A              |
| Rita Moreno            | Rita Moreno   | Pálos Zsuzsa     |
| Dick Van Dyke          | Dick Van Dyke | Mécs Károly      |
| Johnny Mathis          | Johnny Mathis | N/A              |
| Paul Williams          | Paul Williams | N/A              |
| Kenny Ascher           | Kenny Ascher  | N/A              |
| Önmaga / Hangosbemondó | Gary Owens    | Vogt Károly      |
| Karnagy                | Peter Matz    | N/A              |

## Betétdalok
Hooray for Hollywood
- Zeneszerző: Richard A. Whiting
- Dalszöveg: Johnny Mercer